# Soddisfazione garantita
Soddisfazione garantita (Satisfaction Guaranteed), pubblicato anche coi titoli Consolazione garantita e La moglie e il robot, è un racconto di fantascienza dello scrittore Isaac Asimov. Pubblicato per la prima volta sulla rivista Amazing Stories nel 1951, in seguito è stato proposto in volume nelle antologie La Terra è abbastanza grande (1957, ma assente nell'edizione italiana), Il secondo libro dei robot (1964) e in Tutti i miei robot (1982). La BBC-Radio 4 ne ha realizzato un adattamento radiofonico.

## Trama
Larry Belmont, dipendente della U.S. Robots, si offre con la moglie Claire di collaudare in casa propria il robot domestico TN-3, confidenzialmente chiamato Tony, un androide di bell'aspetto. Larry parte per Washington per lavoro, lasciando Claire con l'automa. Claire è una donna frustrata, con un complesso senso d'inferiorità nei confronti delle proprie amiche. Oltre a tenere la casa in ordine, Tony la rimoderna e migliora l'aspetto fisico e il guardaroba di Claire. Infine, il robot organizza una splendida festa per gli amici di Claire, per mostrar loro i positivi cambiamenti della sua padrona. La sera della festa, poco prima che arrivino gli ospiti, Tony abbraccia Claire e tenta di baciarla: dalla finestra, gli invitati vedono tutto. Per il resto della serata, Claire è al centro dell'invidia delle amiche, ignare che Tony sia un robot: nessuna di loro ha un amante così bello! Finito il periodo di prova, il robot viene riconsegnato alla ditta e Claire piange disperata per la perdita. Alla U. S. Robots il capo ricerca Peter Bogert spiega alla robo-psicologa Susan Calvin che il modello TN-3 dovrà essere smantellato, a causa del malfunzionamento che rischia di farlo innamorare della propria padrona. Susan si dichiara d'accordo sullo smantellamento, ma per il motivo opposto: il robot funziona troppo bene. Infatti, Tony non si è innamorato di Claire, ma in ossequio alle Tre Leggi della Robotica ha fatto di tutto per renderla felice e farle riguadagnare la fiducia in se stessa. Ciò che però non si poteva prevedere è che Claire si innamorasse di Tony.